# Carl Hebler
Rudolf Albrecht Carl Hebler (* 18. Dezember 1821 in Bern; † 4. September 1898 ebenda) war ein Schweizer Philosoph.
Karl Hebler studierte in Tübingen und Berlin und wurde 1854 Privatdozent. 1863 wurde er Professor an der Universität Bern und lehrte dort Philosophie.

## Werke
- Spinozas Lehre über die Substanz (Bern 1850)
- Shakespeares Kaufmann von Venedig, ein Versuch über die Idee dieser Komödie (Bern 1854)
- Lessing-Studien (Bern 1861)
- Aufsätze über Shakespeare (Bern 1865, 2. Ausg. 1874)
- Die Philosophie gegenüber dem Leben und den Einzelwissenschaften (Berlin 1868, 2. Ausg. 1874)
- Philosophische Aufsätze (Leipzig 1869)
- Lessingiana (Bern 1877)